# Jette Riisberg
Jette Riisberg gift Rasmussen (født 5. september 1952) er en tidligere dansk atlet fra Herning GF og fra 1971 i Vejle IF.
Riisberg vandt to danske mesterskaber på 400 meter.

## Danske mesterskaber
- Guld 1976 400 meter 54,56
- Bronze 1975 200 meter 24,69
- Sølv 1975 400 meter 55,26
- Bronze 1973 400 meter 55,2
- Guld 1972 400 meter inde 62,9
- Bronze 1971 400 meter 56,6

## Personlige rekorder
- 60 meter-inde: 7,8 25. januar 1974 Gymnastikhøjskolen i Ollerup
- 100 meter: 11,9 21. juni 1975 Randers Stadion
- 200 meter: 24.69 10. august 1975 Østerbro Stadion
- 400 meter: 54,56 21. august 197& Aarhus Stadion
- 800 meter: 2:18,2 3. september 1975
- Længdespring: 5,01 1969